# De' Bianchi

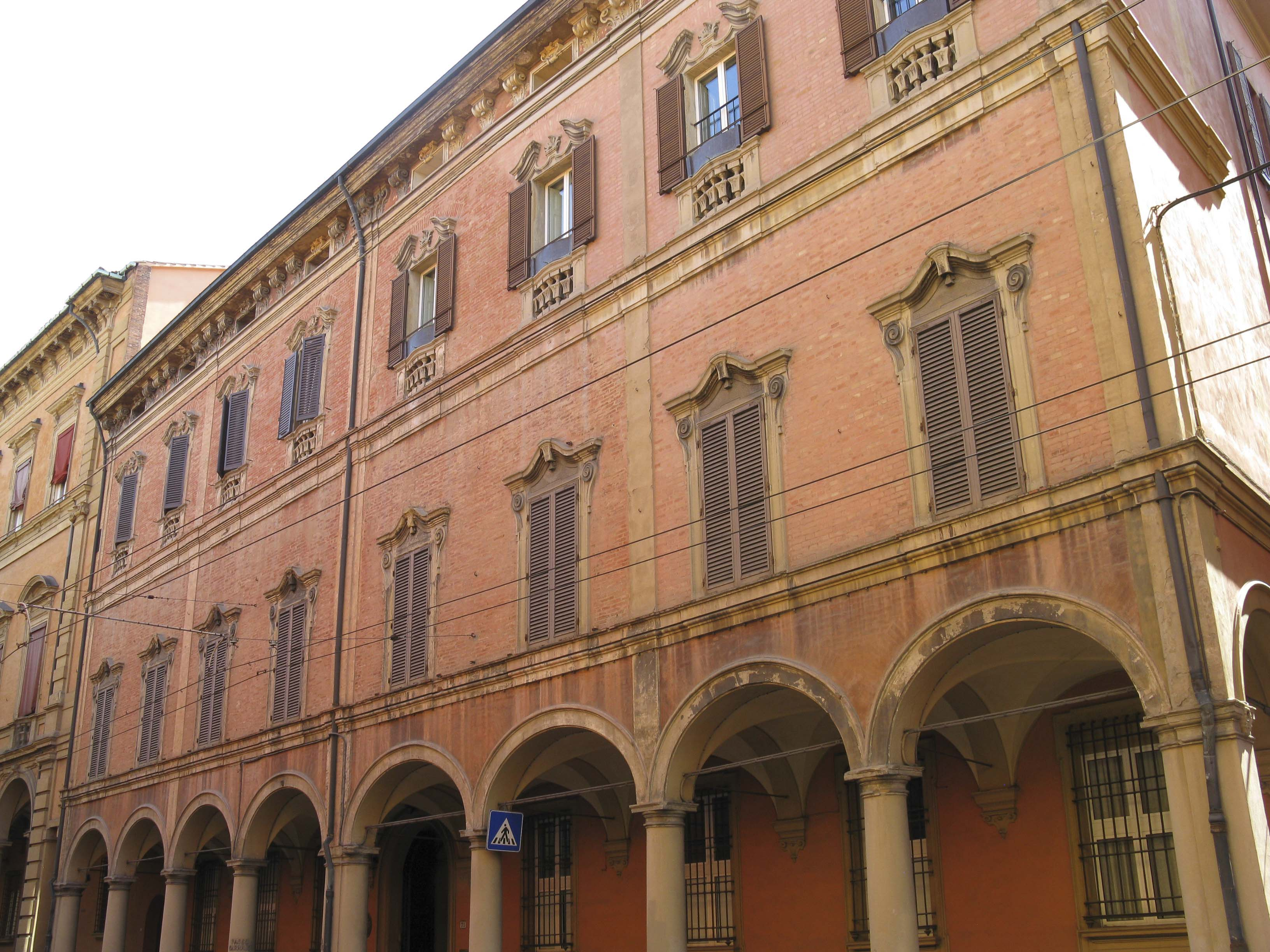
Palazzo de' Bianchi, Bologna

I de' Bianchi (o de Bianchi) furono un'antica famiglia senatoria di Bologna, conti feudatari di Piano e conti Palatini. La discendenza diretta maschile della famiglia si estinse nel XIX secolo e confluì nei Ranuzzi de' Bianchi e nei Sassoli de' Bianchi, ancora fiorenti.

## Storia

### X - XIV secolo
Diverse famiglie per l’Italia portarono o portano ancora il cognome De’ Bianchi; nel tempo si è provato a farle discendere tutte quante dallo stesso ceppo, ma ci sono dubbi e incertezze riguardo alla precisa correlazione che queste famiglie hanno fra loro. Leggenda vuole che antenato di tutti sia Sergesto Bianco, compagno di Enea, ma ciò ovviamente non ha fondamento.
I nostri De' Bianchi erano originari di Bologna, ma si trasferirono a Firenze qualche tempo attorno al X secolo. Esiliati dalla città, fecero ritorno a Bologna nel XIII secolo, dove vennero considerati fiorentini e furono scritti all’interno della Compagnia dei Toschi. Da delle scritture a Firenze sappiamo che la famiglia discende da un certo Bianco, che visse nel 990. Nella Compagnia dei Toschi viene descritto Cosa de' Bianchi, il cui figlio, il cavaliere Bianco de' Bianchi, fissò dimora nella Basilica di Santo Stefano. I de' Bianchi a Bologna furono sempre schierati nella fazione guelfa, entrando assieme ai Pepoli nella fazione Geremea fieramente e violentemente opposta a quella ghibellina dei Lambertazzi.
Nel 1249 Battista de' Bianchi fu capitano dei fanti bolognesi nella battaglia di Fossalta.
Fin da subito i de' Bianchi ricoprirono cariche politiche o militari a Bologna. Il cavaliere Bianco de' Bianchi ebbe quattro figli: Brunino, Filippo (o Lippo), Bonifacio e Bartolomeo. I primi due fecero parte della vita politica della città, mentre gli altri due entrarono in società con la famiglia Acciaroli. Segue un elenco degli incarichi ricoperti dai figli ei nipoti di Bianco:
- Brunino fu membro del consiglio degli anziani di Bologna nel 1295.[1]
- Filippo fu anziano e anche console nel 1299.[1]
- Giordino (o Zordino), figlio di Brunino, nel 1305 fu anziano. Venne inviato a Treviso come ambasciatore per incontrare Giovanni d’Aragona, figlio del re di Sicilia Federico III, e mostrò di essere un buon parlatore. Nel 1321 fu costretto alla fuga da Bologna assieme ai Pepoli e a tutto il resto della famiglia Bianchi per volere del popolo; la sua casa fu bruciata. Nel 1330 fu individuato fra i colpevoli di un complotto per riportare la signoria dei Pepoli a Bologna, ma gli fu risparmiata la morte. Fu probabilmente riammesso a Bologna poco dopo poiché compare tra gli accompagnatori a cavallo del legato pontificio in una sua visita a Faenza, Forlì e Imola. Nel 1335 fu nuovamente anziano della città.[1][5]
- Cosa, figlio di Bartolomeo, nel 1306 era stato bandito dalla città per "causa di stato", ma nel 1310 divenne giudice della Romagna e l’anno seguente venne richiamato in patria dai bolognesi. Fu poco dopo inviato ambasciatore in aiuto dei fiorentini.[1]
- Bianco, detto Bianchino, fratello di Cosa, nel 1345 fu fatto cavaliere dal Delfino del Viennois, Umberto II. Nel 1350 fu membro del consiglio degli Anziani[1][4][5]
- Giacomo, fratello di Cosa e Bianchino, mostrò grande coraggio scontrandosi in armi con i Gozzadini “per il bene della città”. Per questo motivo nel 1354 fu fatto cavaliere da Umberto II come lo era stato fatto Bianchino. Pochi anni dopo fu ingiustamente imprigionato da Giovanni Visconti d'Oleggio perché ritenuto colpevole di alcuni disordini a Bologna, e fu decapitato.[1][5]

### Pietro de' Bianchi
Il membro più illustre della famiglia è Pietro de' Bianchi, detto Petruccio, figlio del cavaliere Bianchino. Nel 1375 Pietro fu inviato ai fiorentini come ambasciatore assieme a Ugolino Scappi, e ruscì a realizzare qualunque fosse l’obbiettivo dell’ambasciata (forse la richiesta di un'alleanza?). Tornato a Bologna venne fatto Gonfaloniere del popolo e cacciò dalla città il legato pontificio. Tentò tuttavia di ristabilire la signoria dei Pepoli a Bologna, e fu perciò cacciato dalla città; ma il popolo, che sapeva benissimo quanto fossero necessarie le sue abilità, presto lo richiamò.
Nel 1389 ci fu bisogno di liberarsi dalle truppe di Gian Galeazzo Visconti, duca di Milano, le quali premevano su Bologna poiché il loro signore voleva appropriarsi del dominio della città. Pietro fu dunque mandato in ambasciata a chiedere aiuto a chi si potesse, primi fra tutti Papa Urbano VI e re Carlo VI di Francia. Arrivato dal pontefice lo trovò indebolito per via dello scisma d’Occidente, e decise quindi col consenso dei bolognesi di partire per la Francia, spendendo soldi di tasca sua per apparire al meglio davanti al sovrano. Una volta giunto alla corte di Carlo VI, Pietro espose la sua richiesta d’aiuto e di protezione, e ottenne successo. Non solo, Carlo VI volle farlo personalmente suo cavaliere nella Basilica di Saint Denis, e diede in dono a Pietro l’orifiamma di Francia, assieme alla concessione ad ogni famiglia di Bologna di poter porre sul proprio stemma i gigli d’oro francesi. Ritornato Pietro a Bologna trionfante, la città nel 1393 gli donò in possedimento il castello di Pian del Voglio, e riconobbe a lui e a suo fratello Niccolò, capitano d’esercito, e a tutti i loro discendenti, la signoria di Piano. Pietro fu successivamente due volte Gonfaloniere, fu creato a vita primo dei Sedici Riformatori dello stato di libertà, e nel 1398 fu podestà di Perugia. Nel 1400 divenne infine senatore di Bologna. Sposò prima una Ghitta Delfini, e poi una Agnese Alfieri, ma non ebbe figli. Morì a Bologna il 13 Aprile 1418 e fu sepolto nella basilica di San Domenico.

### XV e XVI secolo
Dal 1466 in poi i Bianchi furono senatori ereditari.
Nel 1473 il legato pontificio Francesco Gonzaga cedette la signoria di Piano a Giovanni Dall’armi, causando l’indignazione dei Bianchi. Ben presto le due famiglie risolsero la questione, e nel 1477, la signoria tornò in mano dei Bianchi. Per via di quest'avvenimento i de' Bianchi vollero che il papato riconoscesse il loro dominio su Piano perpetuamente. La loro richiesta fu eusadita nel 1506 da papa Giulio II, che inoltre elevò la signoria in Contea, e riconfermata successivamente da Clemente VII. Infine, Paolo III decise nel 1534 di concedere ai Bianchi anche il titolo di Conti Palatini.
Nel 1533 Clemente VII dichiarò che i de' Bianchi e i de Medici sarebbero stati un'unica famiglia, e donò loro il proprio cognome: da questo momento in poi i Bianchi assunsero il nome di "de' Bianchi de' Medici".
Nel 1488 Ghinolfo de' Bianchi ebbe notizia del complotto per cacciare dalla città il signore Giovanni II Bentivoglio, e lo informò. Questi gli affidò il comando della guardia al palazzo signorile mentre in città si consumava una delle più cruente stragi. Quando la cacciata, a opera di papa Giulio II, ebbe successo, Ghinolfo venne esiliato assieme ai Bentivoglio. Il legame fra le famiglie de' Bianchi e Bentivoglio venne ulteriormente stretto con il matrimonio di Isotta, nipote di Giovanni II, con il senatore Brunino de' Bianchi, che fu ambasciatore dei bolognesi presso papa Leone X e lo scortò in visita a Bologna nel 1515.

## Edifici
I de' Bianchi abitavano i palazzi e le torri situati a Bologna nella via "de' Bianchi" in uno degli odierni tratti di via Santo Stefano, dove hanno avuto abitazioni da sempre. Fra queste, il palazzo abitato sin dal XIII secolo dalla famiglia (in via Santo Stefano 14, oggi palazzo Berti Pichat) abbandonato dal senatore Annibale di Alessandro de' Bianchi, morto nel 1763, e venduto dal figlio senatore conte Giuseppe de' Bianchi nel 1772, per trasferirsi nel palazzo ereditato dalla famiglia Seccadenari, l'odierno Palazzo de' Bianchi (in via Santo Stefano 71). In questo palazzo visse il conte Giuseppe de' Bianchi con sua moglie Olimpia de' Bianchi (1756-1831), nata dai conti di Morard d'Arces di Grenoble, poetessa e amica di Madame de Staël. Loro figlio, il conte Vittorio Amedeo, sposò Laura dei marchesi Bentivoglio d'Aragona, da cui il conte Giuseppe de' Bianchi de' Medici Sighicelli Seccadenari, sposato con Marianna Rucellai: questi fu l'ultimo esponente in linea maschile della famiglia.
Nella Basilica di Santo Stefano erano le cappelle e le tombe della famiglia (ricordiamo quella di Ulisse Bianchi del XVI secolo): nella cripta della basilica è conservata l'arca dorata rinascimentale, con le spoglie dei santi protomartiri della città di Bologna Vitale e Agricola, che reca sui lati lo stemma dei de' Bianchi e quelli dei discendenti (che operarono successivi restauri) Sassoli de' Bianchi e Ranuzzi de' Bianchi. La famiglia aveva il giuspatronato sulla cripta e sulla collegata chiesa dei Santi Vitale e Agricola in Arena.
I de' Bianchi fecero anche erigere dal XIII secolo (con ricostruzione nel 1459 realizzata dal senatore Filippo de' Bianchi insieme a sua moglie Anna del conte Carlo Malvezzi) la chiesa di San Michele Arcangelo a Mezzolara (nel comune di Budrio).

## Rami cadetti

### Ranuzzi de' Bianchi e Sassoli de' Bianchi
Le due sorelle Bianca e Cesarina de' Bianchi sposarono rispettivamente il marchese Achille Sassoli Tomba e Giancarlo Ranuzzi, dando vita alle famiglie Sassoli de' Bianchi e Ranuzzi de' Bianchi, tuttora fiorenti. Nel 1893 tutti i discendenti maschi di Bianca e Cesarina furono autorizzati a portare il titolo di Conti di Piano.
Il Palazzo Comitale con il borgo, le fattorie e le terre di Pian del Voglio entrarono per matrimonio nei Ranuzzi de' Bianchi; il Castello di Zena (Pianoro, Bologna) e la tenuta con la Villa Medicea lo Sprocco (Scarperia, Firenze) nei Sassoli de' Bianchi, che fecero restaurare la vicina chiesa di San Michele a Lumena con lavori di Galileo Chini; palazzo De' Bianchi a Bologna entrò nella famiglia Ranieri Biscia per tramite di Paolina de' Bianchi (sorella delle suddette Cesarina e Bianca) sposata in Ranieri Biscia.

### De Bianchi di Montrone
Nel 1696 Alessandro de' Bianchi divenne barone di Montrone dopo aver acquistato il feudo dai principi Furietti di Valenzano. Da lui discende il ramo cadetto dei Bianchi di Montrone, famiglia che comprende anche Giordano de Bianchi Dottula, uomo politico e poeta.

### Rami Francesi
Un ramo dei Bianchi risiedette in Francia dal XV secolo.
In seguito nella seconda metà dell'800, alla famiglia francese Blanc de Manville, che vantava parentela con i De' Bianchi de Medici di Bologna (per quanto non attestata da fonti) venne loro riconosciuto il cognome onorifico De' Bianchi De' Mèdicis, con il titolo di principi.

## Albero genealogico
Segue l'albero genealogico della famiglia de' Bianchi:
|         |                                                             |                                                             |                              |                                                                                               | | |                                             |                                             |                                                         |                                                         |        |                   |                   |
|         |                                                             |                                                             | Bianco fl. 990               |                                                                                               | | |                                             |                                             |                                                         |                                                         |        |                   |                   |
|         |                                                             |                                                             |                              |                                                                                               | | |                                             |                                             |                                                         |                                                         |        |                   |                   |
|         |                                                             |                                                             |                              |                                                                                               | | |                                             |                                             |                                                         |                                                         |        |                   |                   |
|         |                                                             |                                                             | Giovanni fl. 1030            |                                                                                               | | |                                             |                                             |                                                         |                                                         |        |                   |                   |
|         |                                                             |                                                             |                              |                                                                                               | | |                                             |                                             |                                                         |                                                         |        |                   |                   |
|         |                                                             |                                                             |                              |                                                                                               | | |                                             |                                             |                                                         |                                                         |        |                   |                   |
|         |                                                             |                                                             | Bonacosa detto Cosa fl. 1070 |                                                                                               | | |                                             |                                             |                                                         |                                                         |        |                   |                   |
|         |                                                             |                                                             |                              |                                                                                               | | |                                             |                                             |                                                         |                                                         |        |                   |                   |
|         |                                                             |                                                             |                              |                                                                                               | | |                                             |                                             |                                                         |                                                         |        |                   |                   |
|         |                                                             | Guido                                                       | Guido                        | Buono fl. 1100                                                                                | Buono fl. 1100 | |                                             |                                             |                                                         |                                                         |        |                   |                   |
|         |                                                             |                                                             |                              |                                                                                               | | |                                             |                                             |                                                         |                                                         |        |                   |                   |
|         |                                                             |                                                             |                              |                                                                                               | | |                                             |                                             |                                                         |                                                         |        |                   |                   |
|         |                                                             | Aldobrandino                                                | Aldobrandino                 | Giovanni detto Capo fl. 1150                                                                  | Giovanni detto Capo fl. 1150                                                                                       | |                                             |                                             |                                                         |                                                         |        |                   |                   |
|         |                                                             |                                                             |                              |                                                                                               | | |                                             |                                             |                                                         |                                                         |        |                   |                   |
|         |                                                             |                                                             |                              |                                                                                               | | |                                             |                                             |                                                         |                                                         |        |                   |                   |
|         |                                                             |                                                             |                              | Aldobrandino fl. 1190                                                                         | | |                                             |                                             |                                                         |                                                         |        |                   |                   |
|         |                                                             |                                                             |                              |                                                                                               | | |                                             |                                             |                                                         |                                                         |        |                   |                   |
|         |                                                             |                                                             |                              |                                                                                               | | |                                             |                                             |                                                         |                                                         |        |                   |                   |
|         |                                                             |                                                             |                              | Cosa fl. 1230                                                                                 | | |                                             |                                             |                                                         |                                                         |        |                   |                   |
|         |                                                             |                                                             |                              |                                                                                               | | |                                             |                                             |                                                         |                                                         |        |                   |                   |
|         |                                                             |                                                             |                              |                                                                                               | | |                                             |                                             |                                                         |                                                         |        |                   |                   |
|         |                                                             |                                                             | Bartolino                    | Bartolino                                                                                     | Bianco fl. 1270 Cavaliere                                                                                          | Bianco fl. 1270 Cavaliere                                                                                          |                                             |                                             |                                                         |                                                         |        |                   |                   |
|         |                                                             |                                                             |                              |                                                                                               | | |                                             |                                             |                                                         |                                                         |        |                   |                   |
|         |                                                             |                                                             |                              |                                                                                               | | |                                             |                                             |                                                         |                                                         |        |                   |                   |
|         | Brunino Membro degli anziani nel 1295                       | Brunino Membro degli anziani nel 1295                       |                              | Bonifacio                                                                                     | Bonifacio | | Bartolomeo fl. 1300                         | Bartolomeo fl. 1300                         | Filippo o Lippo Membro degli anziani e console nel 1299 | Filippo o Lippo Membro degli anziani e console nel 1299 |        |                   |                   |
|         |                                                             |                                                             |                              |                                                                                               | | |                                             |                                             |                                                         |                                                         |        |                   |                   |
|         |                                                             |                                                             |                              |                                                                                               | | |                                             |                                             |                                                         |                                                         |        |                   |                   |
|         | Giordino o Zordino Membro degli anziani nel 1305 e nel 1335 | Giordino o Zordino Membro degli anziani nel 1305 e nel 1335 |                              |                                                                                               | Bianco detto Bianchino fl. 1340 - 1350 Cavaliere, creato da Umberto II del Viennois; Membro degli anziani nel 1350 | Bianco detto Bianchino fl. 1340 - 1350 Cavaliere, creato da Umberto II del Viennois; Membro degli anziani nel 1350 | Cosa Giudice di Pace della Romagna nel 1310 | Cosa Giudice di Pace della Romagna nel 1310 | Giacomo Cavaliere, creato da Umberto II del Viennois    | Giacomo Cavaliere, creato da Umberto II del Viennois    |        |                   |                   |
|         |                                                             |                                                             |                              |                                                                                               | | |                                             |                                             |                                                         |                                                         |        |                   |                   |
|         |                                                             |                                                             |                              |                                                                                               | | |                                             |                                             |                                                         |                                                         |        |                   |                   |
|         | Bagarotto Cavaliere                                         | Bagarotto Cavaliere                                         |                              | Pietro detto Petruccio ? - 1418 Signore di Piano; Gonfaloniere di Bologna; Podestà di Perugia | Pietro detto Petruccio ? - 1418 Signore di Piano; Gonfaloniere di Bologna; Podestà di Perugia                      | Niccolò fl. 1390 Signore di Piano                                                                                  | Niccolò fl. 1390 Signore di Piano           |                                             | Bornino                                                 | Bornino                                                 |        |                   |                   |
|         |                                                             |                                                             |                              |                                                                                               | | |                                             |                                             |                                                         |                                                         |        |                   |                   |
|         |                                                             |                                                             |                              |                                                                                               | | |                                             |                                             |                                                         |                                                         |        |                   |                   |
| Zordino | Zordino                                                     | Vandino                                                     | Vandino                      |                                                                                               | | Antonio fl. 1420                                                                                                   | Antonio fl. 1420                            |                                             | Conte Podestà di Macerata                               | Conte Podestà di Macerata                               |        |                   |                   |
|         |                                                             |                                                             |                              |                                                                                               | | |                                             |                                             |                                                         |                                                         |        |                   |                   |
|         |                                                             |                                                             |                              |                                                                                               | | |                                             |                                             |                                                         |                                                         |        |                   |                   |
|         |                                                             | Bagarotto                                                   | Bagarotto                    | Bagarotto                                                                                     | Bagarotto | |                                             |                                             | Giovanni Battista fl. 1460                              | Giovanni Battista fl. 1460                              |        |                   |                   |
|         |                                                             |                                                             |                              |                                                                                               | | |                                             |                                             |                                                         |                                                         |        |                   |                   |
|         |                                                             |                                                             |                              |                                                                                               | | |                                             |                                             |                                                         |                                                         |        |                   |                   |
|         |                                                             | Filippo                                                     | Filippo                      | Emilio                                                                                        | Emilio | Gasparo fl. 1500                                                                                                   | Gasparo fl. 1500                            |                                             |                                                         |                                                         |        | Alamanno          | Alamanno          |
|         |                                                             |                                                             |                              |                                                                                               | | |                                             |                                             |                                                         |                                                         |        |                   |                   |
|         |                                                             |                                                             |                              |                                                                                               | | |                                             |                                             |                                                         |                                                         |        |                   |                   |
|         |                                                             | Romeo                                                       | Romeo                        |                                                                                               | | Gualterotto fl. 1540                                                                                               | Gualterotto fl. 1540                        |                                             |                                                         |                                                         |        | Marcantonio       | Marcantonio       |
|         |                                                             |                                                             |                              |                                                                                               | | |                                             |                                             |                                                         |                                                         |        |                   |                   |
|         |                                                             |                                                             |                              |                                                                                               | | |                                             |                                             |                                                         |                                                         |        |                   |                   |
|         |                                                             | Bagarotto                                                   | Bagarotto                    |                                                                                               | | Annibale fl. 1580                                                                                                  | Annibale fl. 1580                           |                                             |                                                         |                                                         |        | Annibale          | Annibale          |
|         |                                                             |                                                             |                              |                                                                                               | | |                                             |                                             |                                                         |                                                         |        |                   |                   |
|         |                                                             |                                                             |                              |                                                                                               | | |                                             |                                             |                                                         |                                                         |        |                   |                   |
|         |                                                             | Cesare                                                      | Cesare                       |                                                                                               | | Giovanni Taddeo fl. 1620                                                                                           | Giovanni Taddeo fl. 1620                    |                                             |                                                         |                                                         |        | Giovanni Battista | Giovanni Battista |
|         |                                                             |                                                             |                              |                                                                                               | | |                                             |                                             |                                                         |                                                         |        |                   |                   |
|         |                                                             |                                                             |                              |                                                                                               | | |                                             |                                             |                                                         |                                                         |        |                   |                   |
|         |                                                             | Bagarotto                                                   | Bagarotto                    | Annibale                                                                                      | Annibale | Giuseppe Carlo | Giuseppe Carlo                              | Niccolò                                     | Niccolò                                                 |                                                         |        | Cambise           | Cambise           |
|         |                                                             |                                                             |                              |                                                                                               | | |                                             |                                             |                                                         |                                                         |        |                   |                   |
|         |                                                             |                                                             |                              |                                                                                               | | |                                             |                                             |                                                         |                                                         |        |                   |                   |
|         |                                                             | Alessandro                                                  | Alessandro                   | Antonio                                                                                       | Antonio | Giovanni | Giovanni                                    | Gasparo                                     | Gasparo                                                 | Pietro                                                  | Pietro | Dondedio          | Dondedio          |